# 王錫侯 (萬曆進士)
王錫侯（1558年—1624年），字康國，號嶠海，福建福州府福清县化北里锦江人。明朝政治人物、進士出身。

## 生平
嘉靖戊午年十一月初五日生，萬曆十年（1582年）壬午科福建鄉試舉人，萬曆十七年（1589年）己丑科進士，吏部觀政，十九年二月授直隶順德府推官，因得罪上官，以考察闲住。熹宗登基，赴京上書辯白，天啓三年（1623年）起補廣東高州府推官，四年二月二十四日行至涿州而卒，年六十七，大學士馮銓为其办理后事。著有《曾子三傳》、廣孝劝孝砭俗戒杀諸書。

## 家族
曾祖王文明。祖父王潤，號觐山，冠带乡宾，食贫好施，精通岐黄之术，壽近百齡。學使沈公题其居为“五世同堂”。父王道器。
娶林氏，繼娶俞氏，生五子：民悦、民皞、民覺、象贤，林氏出；俞氏生一子民衡。一女婿林鍾相。孫鳳儀、兆昇、鳳鏘、玄鼎、玄鼐。曾孫孚謙、孚恭。